# Rafael Hernando Fraile
Pour les articles homonymes, voir Fraile.
Rafael Antonio Hernando Fraile, né le 13 novembre 1961 à Guadalajara en Espagne, est un homme politique et avocat espagnol membre du Parti populaire.
Il est élu député pour la circonscription d'Almería lors des élections générales de 1993 et porte-parole du groupe populaire au Congrès à partir du 16 décembre 2014.

## Biographie

### Vie privée
Il est divorcé et père de trois enfants.

### Formation
Il est diplômé en droit par l'Université d'Alcalá de Henares et possède un master en Administration et Direction d'Entreprises par l'Institut Catholique d'Administration et Direction d'Entreprises (ICADE).

### Vie politique
Il commence sa carrière politique comme conseiller municipal de Guadalajara entre  1983 et 1987. Lors des élections aux Cortes de Castille-La Manche de 1987 il obtient un siège de député régional de Castille-La Manche qu'il maintient jusqu'en 1989. Lors des élections générales de 1989 il est élu sénateur pour Guadalajara, mandat qu'il conserve jusqu'aux élections générales de 1993 où il est élu député pour Almería.
Pendant trois ans, entre 1987 et 1990, il a présidé les Nouvelles Générations du Parti Populaire et quelques années plus tard, il a été choisi comme coordinateur de Communication et porte-parole au XIII Congrès du Parti populaire.
Après la désignation d'Alfonso Alonso comme ministre de la Santé le 16 décembre 2014, Mariano Rajoy le nomme porte-parole du groupe parlementaire populaire au Congrès des députés, à un an de la fin de la Xe législature.
En décembre 2014, il a été condamné à payer 20,000 €, tout comme le porte-parole adjoint Rafael Merino, au parti politique UPyD pour avoir abimé son honneur et accusé de financement illégal.
Ne se prononçant en faveur d'aucun candidat lors du 19e congrès du Parti populaire afin de préserver l'unité du groupe parlementaire, il relevé de ses fonctions de porte-parole parlementaire par le nouveau président du PP Pablo Casado. Remplacé par Dolors Montserrat, il conserve toutefois un poste de porte-parole adjoint et devient président du comité des Droits et Garanties du parti.